# Bulbophyllum pseudofilicaule
Bulbophyllum pseudofilicaule är en orkidéart som beskrevs av Johannes Jacobus Smith. Bulbophyllum pseudofilicaule ingår i släktet Bulbophyllum och familjen orkidéer. Inga underarter finns listade i Catalogue of Life.